# Samoilă Mârza
Samoilă Mârza (n. 18 septembrie 1886, Galtiu, comitatul Alba de Jos, Regatul Ungariei - d. 19 decembrie 1967, Alba Iulia, Regiunea Hunedoara, Republica Socialistă România) a fost un fotograf român, cunoscut mai ales pentru realizarea singurelor clișee fotografice care surprind Marea Adunare Națională de la Alba Iulia din 1 decembrie 1918.

## Biografie
Mârza s-a născut într-o familie de țărani români din Galtiu, comuna Sântimbru, Alba. Mama sa, Ana, a murit de tânără, lăsând în urmă patru copii. Tatăl, Ștefan, s-a recăsătorit ulterior cu o femeie din același sat, Raveca, cu care a mai avut 6 copii.
Samoilă Mârza a urmat cele șase clase primare la școala poporală confesională română unită (greco-catolică) din Galtiu, apoi a urmat liceul la Alba Iulia. Ulterior absolvirii liceului, între 1909 și 1911, a fost trimis de către părinți în ucenicie la fotograful sibian Iainek, unde a învățat meseria de fotograf.
După începerea Primului Război Mondial, în 1914, Mârza a fost recrutat în armata austro-ungară și trimis pe front în Galiția. În cadrul luptelor a ajuns până la Riga. În 1916, o dată cu intrarea României în război, a fost trimis pe frontul din Italia, unde a fost încadrat în serviciul topografic și fotografic al armatei.
La terminarea războiului Samoilă Mârza era la Trieste, de unde avea să plece la Viena, în urma acțiunii de retragere a militarilor români organizată de Consiliul Național Român Central. Ajuns acolo la 6 noiembrie 1918, a reușit să execute trei clișee fotografice care surprind sfințirea primului steag tricolor al Consiliului Național Român Militar (14 noiembrie 1918), în prezența generalului Ioan Boeriu, a lui Iuliu Maniu și a celorlalți militari.

Urmând ruta Viena - Zagreb - Belgrad - Timișoara, Mârza a reușit să ajungă acasă cu patru zile înainte de desfășurarea Marii Adunări Naționale. De acolo a plecat în dimineața zilei de 1 decembrie către Alba Iulia, nu înainte însă de a executa trei fotografii cu consătenii săi. A ajuns la Alba Iulia împreună cu sătenii în jurul orei 11, pe o vreme mohorâtă, cărând aparatul cu burduf, trepiedul și clișeele de sticlă pe bicicletă. Deoarece nu avea permis de intrare (credențional), Mârza nu a fost admis să intre în Sala Unirii. Fusese angajat totuși un fotograf german, Bach, care însă nu s-a prezentat.
Din cauza greutății de manipulare a aparatelor și a vremii înnorate (care presupunea un timp îndelungat de expunere), Samoilă Mârza a reușit să realizeze doar cinci fotografii cu aspecte de la Marea Adunare Națională, dintre care trei cu mulțimile venite și două cu tribunele oficiale la care a fost citit actul unirii în fața Marelui Sfat Național și a poporului de către dr. Aurel Vlad și episcopul greco-catolic de Gherla, dr.Iuliu Hossu. 

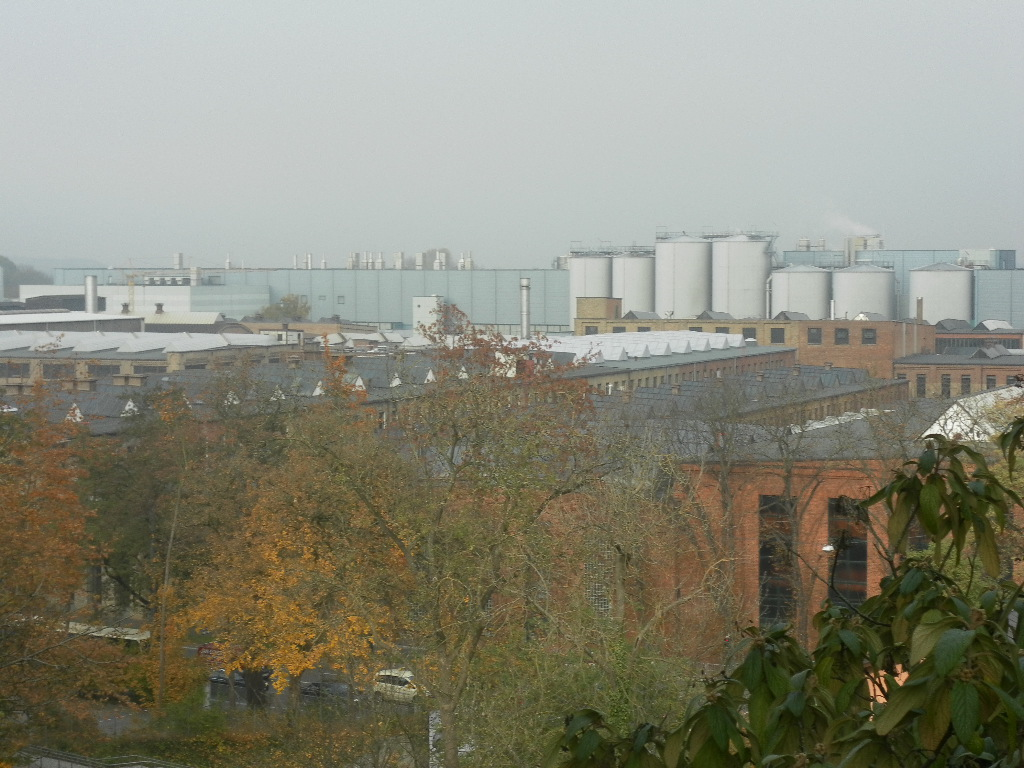
Alba Iulia, 1 decembrie 1918. Mulțimile venite din toată Transilvania la adunarea națională a tututor românilor veniți pentru unirea cu Regatul României.
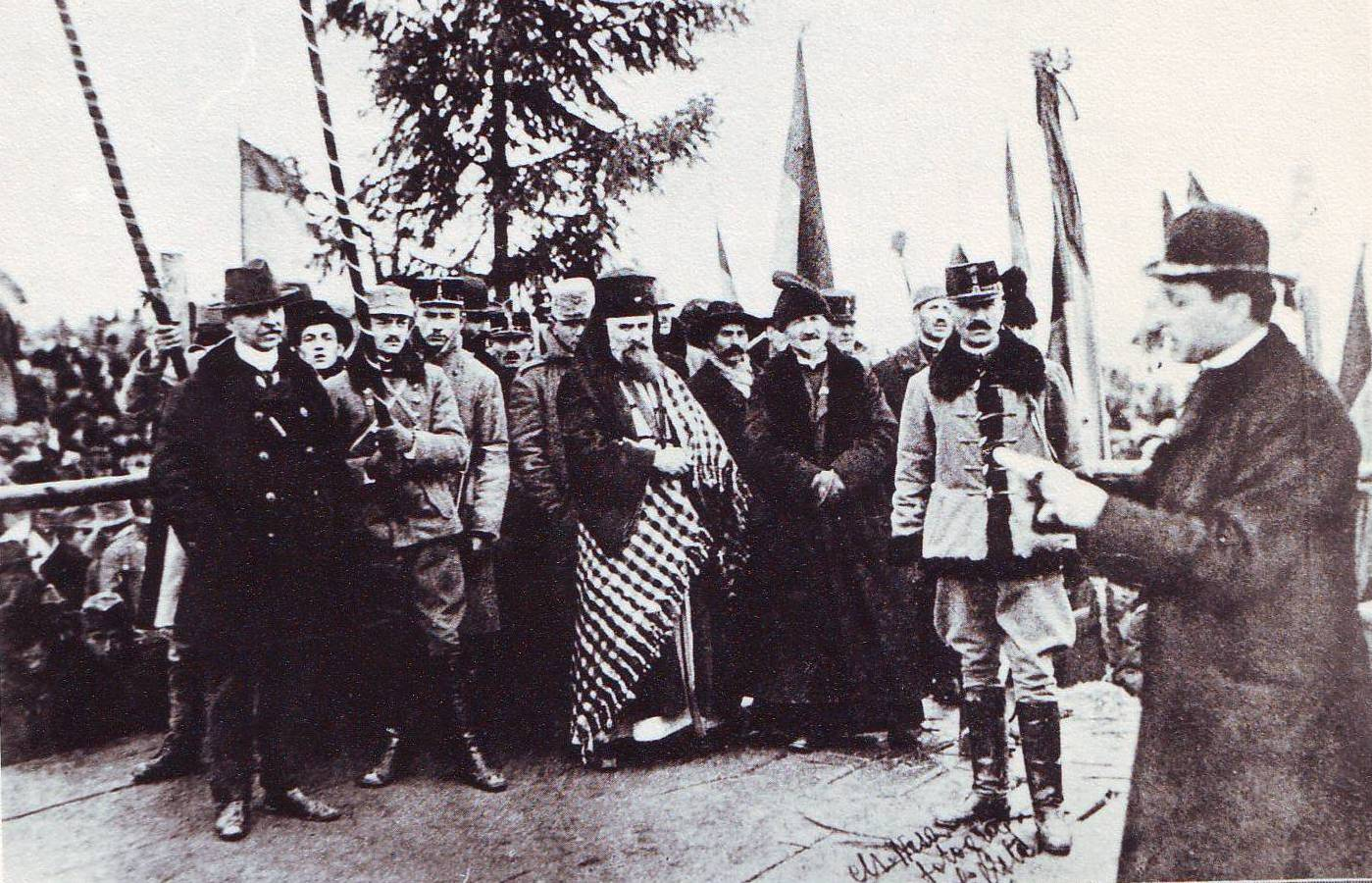
Declaraţia de la Alba Iulia citită de către episcopul greco-catolic de Gherla, Dr. Iuliu Hossu
Declaraţia de la Alba Iulia, citită de către avocatul dr. Aurel Vlad

La începutul anului 1919, Samoilă Mârza și-a publicat fotografiile într-un album intitulat „Marea adunare de la Alba Iulia în chipuri,” menționat și în ziarul „Alba Iulia” din 10 martie al aceluiași an. Albumul a fost prezentat de către delegația română și la Conferința de pace de la Versailles. Exemplare au fost trimise și regelui Ferdinand I, primului ministru Ion C. Brătianu, președintelui Consiliului Dirigent Iuliu Maniu, generalului francez Henri Mathias Berthelot și altor personalități ale vremii. Fiind foarte apreciată, regele i-a transmis o felicitare, acceptându-l printre furnizorii curții. Generalul Berthelot i-a trimis un abonament de călătorie pe toate căile ferate franceze. Nicolae Iorga menționa în memoriile sale, la 27 aprilie: „Mi se aduce din Ardeal un admirabil album al fotografului Samoilă Mârza, înfățișând ultimele manifestări.”
În continuare, Samoilă Mârza a fotografiat vizita regelui Ferdinand la Alba Iulia, Abrud și Câmpeni (1919); încoronarea regelui Ferdinand și a reginei Maria (22 octombrie 1922); serbările comemorative de la Țebea, cu ocazia împlinirii a 100 de ani de la nașterea lui Avram Iancu (1924); sărbătorirea a 10 ani de la manifestările Unirii (1929). A legat prietenii strânse cu Iuliu Maniu, Octavian Goga, Aurel Vlad, Valer Pop etc.
În 1924, în urma unei audiențe la primul ministru Ion C. Brătianu, a reușit să obțină fonduri pentru continuarea pictării Catedralei Încoronării din Alba Iulia, care fusese începută de către pictorul Costin Petrescu și abandonată după încoronarea din 1922. În 1929, cu prilejul sărbătoririi a 10 ani de la Marea Unire, Samoilă Mârza a fost decorat de către oficialități.

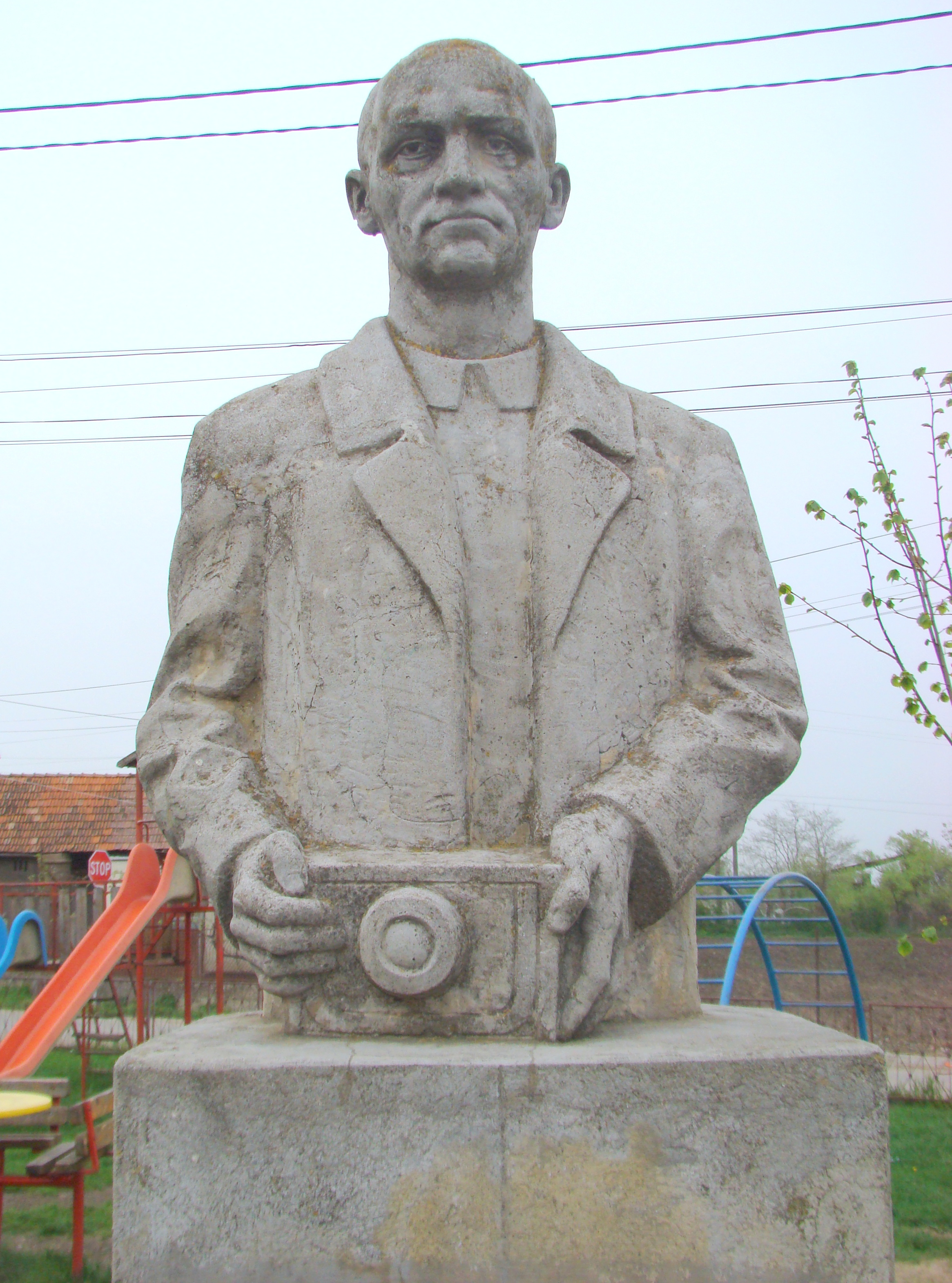
Bustul lui Samoilă Mârza din satul natal Galtiu, opera sculptorului Narcis Dumitru Borteș

În 1967, prof. dr. Gheorghe Anghel, directorul Muzeului Național al Unirii din Alba Iulia a reușit să achiziționeze de la Samoilă Mârza aparatul și clișeele legate de Unire. Mârza a precizat că alte clișee fusese nevoit să le vândă, din cauza lipsurilor materiale, pentru a valorifica sticla specială din care erau confecționate. Pentru 1968 a realizat un nou album asemănător celui din 1919, pe care intenționa să-l ofere oficialităților acelei vremi. De asemenea, cu banii primiți de la muzeu, și-a achiziționat un aparat de fotografiat performant, cu care dorea să realizeze mai multe fotografii cu ocazia semicentenarului Unirii. Aceste lucruri nu au mai fost posibile, întrucât Mârza a murit la data de 19 decembrie 1967 din cauza unei boli incurabile. A fost înmormântat în cimitirul Maieri din Alba Iulia.
În anul 2003 la mormântul său a fost înălțat un monument, iar în satul Galtiu, la 23 noiembrie același an, i-a fost dezvelit un bust executat de sculptorul Narcis Dumitru Borteș, odată cu lansarea cărții „Samoilă Mârza - 1886-1967 - Fotograful Unirii Transilvaniei cu România”.